# Gholam Hossein Mazloumi
Gholam Hossein Mazloumi (in persiano غلام‌حسین مظلومی‎; Abadan, 13 gennaio 1950 – Tehran, 19 novembre 2014) è stato un calciatore e allenatore di calcio iraniano.
Soprannominato Sar Talaei (Cuore d'oro), è deceduto il 19 novembre 2014 a causa di una malattia che lo affliggeva da due anni.

## Carriera

### Club
A livello di calcio giocato, ha disputato l'intera carriera nel campionato iraniano, vincendolo due volte.

### Nazionale
Con la maglia della nazionale ha disputato 42 partite e segnato 19 reti, oltre ad aver alzato due volte la Coppa d'Asia.

## Palmarès

### Club

#### Competizioni nazionali
- Campionato iraniano: 2

Taji: 1970-71, 1974-1975

### Nazionale
- Coppa d'Asia: 2

1972, 1976